# Monedes commemoratives de 2 euros emeses el 2005
| Imatge | Estat             | Disseny | Volum                     | Data                   |
| --- | ----------------- | --- | ------------------------- | ---------------------- |
| | Luxemburg         | 50è. aniversari del gran duc Enric, 5è. aniversari de l'accés al tron i 1r. centenari de la mort del gran duc Adolf | 2,6535 milions de monedes | 15 de febrer del 2005  |
| Descripció: Al centre de la moneda es troben les efígies dels grans ducs Enric i Adolf, ambdós mirant a la sinistra, Enric sobreposat damunt Adolf. La inscripció GRANDS-DUCS DE LUXEMBOURG es mostra a la part superior de les efígies, amb les inscripcions HENRI *1955 i ADOLPHE †1905 sota les efígies respectives. La corona exterior de la moneda conté les dotze estrelles de la Unió Europea, col·locades entre les lletres de la paraula LËTZEBUERG i l'any d'emissió, centrat sota les efígies i col·locat entre la inicial de l'encunyador ("S") a la destra i la marca de la seca a la sinistra. . |                   | |                           |                        |
| |                   | |                           |                        |
| | Àustria           | 50è. aniversari del Tractat de l'Estat Austríac                                                                     | 7 milions de monedes      | 11 de maig del 2005    |
| Descripció: Al centre de la moneda es troba una imatge dels segells i les signatures del Tractat d'Estat austríac, signat pels ministres d'afers estrangers de les forces aliades d'ocupació (Viatxeslav Mólotov per la Unió Soviètica, John Foster Dulles pels Estats Units, Harold Macmillan pel Regne Unit i Antoine Pinay per França), els alts comissionats de tots quatre sectors i el ministre d'afers estrangers d'Àustria (Leopold Figl) el 15 de maig del 1955. La inscripció 50 JAHRE STAATSVERTRAG es troba sobre els segells, i l'any d'emissió és a sota; al fons, el ratllat vertical a dalt i a baix i la zona sense ratllar al mig és la descripció heràldica de la bandera d'Àustria (vermell-blanc-vermell). La corona exterior conté les dotze estrelles de la Unió Europea. . |                   | |                           |                        |
| |                   | |                           |                        |
| | Bèlgica           | Unió econòmica de Bèlgica i Luxemburg                                                                               | 6 milions de monedes      | 20 de maig del 2005    |
| Descripció: Al centre de la moneda es troben les efígies d'Enric, gran duc de Luxemburg i Albert II de Bèlgica, mirant a la destra. Les inicials de l'encunyador ("LL") es troben a la sinistra, a la part inferior, mentre que l'any d'emissió es troba sota el centre de les efígies. A la corona exterior es troben les dotze estrelles de la Unió Europea, amb la marca de la seca a la part de sota, el monograma del gran duc Enric a la destra i el del rei Albert a la sinistra. . |                   | |                           |                        |
| |                   | |                           |                        |
| | Espanya           | 4t. centenari de la primera edició de L'enginyós cavaller Don Quixot de la Manxa de Miguel de Cervantes             | 8 milions de monedes      | 30 de juny del 2005    |
| Descripció: Al centre de la moneda es troba Don Quixot amb una llança i els molins de fons. La inscripció ESPAÑA es mostra sobre la superfície de la moneda a la destra, amb la marca de la seca ("M" amb una corona al damunt) a sota del nom de l'estat. Les dotze estrelles de la Unió Europea són col·locades sobre la corona exterior, amb quatre de la sinistra enfonsades sobre la superfície de la moneda, i l'any d'emissió col·locat entre tres de les estrelles. (*20*05* ) a la part inferior de la corona . |                   | |                           |                        |
| |                   | |                           |                        |
| | San Marino        | Any Mundial de la Física 2005                                                                                       | 130.000 monedes           | 14 d'octubre del 2005  |
| Descripció: El centre de la moneda conté una interpretació lliure de la pintura al·legòrica de Galileo Galilei coneguda com La física antiga o "L'estudi dels planetes". L'any d'emissió està inscrit sota un globus terraqüi situat damunt un escriptori. La marca de la seca ("R") es troba a la destra de la imatge, mentre que la marca de l'encunyador ("LDS") es mostra a la sinistra. La inscripció SAN MARINO està alineada en un semicercle a la part de sobre de la imatge, mentre que la inscripció ANNO MONDIALE DELLA FISICA forma un altre semicercle per la part de sota. La corona exterior mostra les dotze estrelles de la Unió Europea, les quals són separades per l'extrem exterior de l'àtom estilitzat del fons de la moneda.                                               |                   | |                           |                        |
| |                   | |                           |                        |
| | Finlàndia         | 60è. aniversari de l'establiment de les Nacions Unides i 50è. aniversari de la pertinença de Finlàndia a l'ONU      | 2 milions de monedes      | 25 d'octubre del 2005  |
| Descripció: El centre de la moneda conté un trencaclosques que configura el colom de la pau. A la part inferior de la secció central es troba la inscrpció FINLAND — UN (és a dir, "Finlàndia — Nacions Unides") i l'any d'emissió; la inicial de l'encunyador ("K") es mostra sobre l'últim dígit de l'any d'emissió, mentre que la marca de la seca ("M") es troba entre la inscripció i el colom. Les dotze estrelles de la Unió Europea adornen la corona exterior. |                   | |                           |                        |
| |                   | |                           |                        |
| | Itàlia            | 1r. aniversari de la signatura de la Constitució europea                                                            | 18 milions de monedes     | 29 d'octubre del 2005  |
| Descripció: Al centre de la moneda es troba Europa i el toro (Zeus) amb un exemplar de la Constitució europea; Europa sosté una ploma, simbolitzant la signatura. La marca de la seca ("R") es troba a la part superior de la destra; les inicials de l'encunyadora (Maria Carmela Colaneri, "MCC") es troben a la part inferior de la destra, i l'any d'emissió a la part superior de la sinistra. El monograma de la República Italiana ("RI") es troba al centre de la part inferior, lleugerament desplaçat cap a la destra. La corona exterior mostra la inscripció COSTITUZIONE EUROPEA, en forma de semicercle. La resta de la corona mostra les dotze estrelles de la Unió Europea. |                   | |                           |                        |
| |                   | |                           |                        |
| | Ciutat del Vaticà | 20a Diada Mundial de la Joventut a Colònia l'agost del 2005                                                         | 100.000 monedes           | 6 de desembre del 2005 |
| Descripció: El centre de la moneda conté la Catedral de Colònia i un estel creuant el cel per damunt de l'edifici. La inscripció XX GIORNATA MONDIALE / DELLA GIOVENTÚ es troba a la part superior de la moneda tocant a les vores de la corona exterior, dividida en dues parts separades per la cua de l'estel i per dues de les agulles de la catedral, una de les quals s'estén sobre la corona exterior. En aquesta corona es troba la inscripció CITTÀ DEL VATICANO a la part de sota i les dotze estrelles de la Unió Europa amb la marca de la seca ("R") i l'any d'emissió separant-les al centre de la part superior. |                   | |                           |                        |

## Nota
1. ↑  En heràldica les direccions es descriuen en referència al portador de l'escut d'armes i no pas en referència a l'observador. Per això, a les descripcions d'aquestes monedes la destra es correspon amb l'esquerra de l'observador, mentre que la sinistra es correspon amb la dreta.